# 林世遠
林世遠（1459年—？），字思紹，廣東肇慶府四會縣人，明朝政治人物。

## 生平
成化十六年（1480年）庚子科廣東鄉試第二名舉人。成化十七年（1481年）聯捷辛丑科會試第二百五十六名，三甲第一百二十二名進士，歷福建莆田縣、南直隸蕪湖縣、北直隸魏縣，皆有政績。弘治九年（1496年）六月擢河南道試監察御史，十年八月實授，出按雲南。後任蘇州府知府，抵禦海寇，修《蘇州府志》，在任六年，卒於任內。

## 家族
曾祖林煥，贈衛經歷；祖父林泰，縣丞；父林相，母歐陽氏。